# Walter Lure
Walter Lure (Nueva York, 22 de abril de 1949 - Los Ángeles, 22 de agosto de 2020) fue un músico estadounidense, popular por su participación con la banda de rock The Heartbreakers, agrupación fundada en 1975 por Johnny Thunders y Jerry Nolan, ambos ex New York Dolls.

## Biografía
Lure se integró a la banda The Heartbreakers en 1975 como guitarrista rítmico, participando en la grabación del disco L.A.M.F. que se estrenó dos años después. El guitarrista participó en el proceso de composición de algunas canciones como "One Track Mind", "Too Much Junkie Business", "All By Myself" y "Get Off the Phone". En 1978 Jerry Nolan abandonó la formación, generando la disolución de la banda poco tiempo después.
El guitarrista participó en breves reuniones de The Heartbreakers, manteniendo contacto con Thunders hasta su muerte en 1991. Tras oficiar como músico de sesión en los álbumes Subterranean Jungle y Too Tough to Die del grupo de punk Ramones, Lure dio su último concierto con The Heartbreakers en la ciudad de Nueva York en 1989. Acto seguido conformó la banda The Waldos, con quienes publicó el disco Rent Party en 1995. Durante el paso de los años siguió siendo el líder de la banda, realizando ocasionales apariciones en vivo.

### Enfermedad y fallecimiento
En julio de 2020 se le diagnosticó cáncer de hígado y pulmón que se venía extendiendo rápidamente, lo que ocasionó su muerte el 22 de agosto de 2020 a los 71 años. Previo a su fallecimiento, Lure era el único sobreviviente entre los músicos que grabaron el disco de 1977 L.A.M.F.